# Eugoa imposita
Eugoa imposita är en fjärilsart som beskrevs av Walker 1862. Eugoa imposita ingår i släktet Eugoa och familjen björnspinnare. Inga underarter finns listade i Catalogue of Life.